# Teoria de les xarxes escolars
La teoria de les xarxes escolars consisteix en l'estructura d'una doble xarxa escolar impulsada pels sociòlegs francesos Christian Baudelot i Roger Establet l'any 1971. Recolzats en la teoria de la reproducció i havent realitzat una investigació empírica del sistema escolar francès, deixen al descobert el caràcter ideològic de l'escola "única" on afirmen que no hi ha igualtat d'oportunitats entre alumnes segons la seva classe social. Per això, diferencien les dues divisions de l'escola en dues xarxes: la Primària Professional (PP) i la Secundària Superior (SS), que encaminen als individus a finalitats distintes segons el seu origen social.

## La nova cara de les desigualtats socials
El moviment socialista francès sempre ha estat travessat per una oposició entre dues actituds cap a l'escola. A la tradició de la Il·lustració s'ha considerat l'educació escolar com una eina privilegiada d'emancipació individual i progrés social. No obstant això, aquesta concepció s'oposa ràpidament a què la institució escolar no pot ser realment democràtica en una societat que no és així i on l'escola de la burgesia es basa, per contra, en el seu domini de classe. A França, l'elitisme republicà persisteix i "tot i les polítiques de democratització, l'escola francesa és molt primerenca i selectiva".[2] Així doncs, els autors demostren que l'escola no pot ser "una" en una societat de classes en la qual existeix burgesia i proletariat.
En retrospectiva, l'abast i l'impacte dels debats escolars en els anys seixanta i setanta no poden entendre's sense tenir en compte la revelació pública de desigualtats en el rendiment acadèmic segons l'origen. Mentre que els estudis s'estan expandint considerablement (fins i tot en les classes més baixes) i gradualment s'està creant una escola, que en principi els dona a tots el dret a les millors trajectòries acadèmiques, continua existint una diferència de classes. D'una banda, hi ha més estudiants universitaris el 1978 que estudiants en escoles secundàries i universitats el 1948. D'altra banda, el 1962, només el 28% dels fills dels treballadors tenen un èxit acadèmic bo o excel·lent enfront del 55% dels fills d'executius sènior.
La prolongació general de l'escolarització s'acompanya, per tant, del manteniment de desigualtats primerenques en l'escolarització entre alumnes de diferents classes socials. Si els estudis estadístics de demografia escolar proporcionen la primera mesura general de les desigualtats en el valor acadèmic, és la perspectiva sociològica proposada per Pierre Bourdieu i Jean-Claude Passeron en Els Héritiers (1964), que mostra en gran escala la profunditat dels processos de selecció i eliminació en el treball en una escola oficialment meritocràtica: "El fill d'un alt directiu és vuitanta vegades més propens a entrar a la universitat com a fill de granger i quaranta vegades més que el fill d'un treballador".
La importància del "capital cultural" en les societats capitalistes contemporànies porten a Baudelot i Establet, recolzats en la teoria de la reproducció, a examinar més a fons el paper del sistema escolar en la reproducció de les relacions socials de producció. Desafiant que l'escola transformada per més d'una dècada de reformes gaullistes és realment única i el sistema escolar s'encarrega d'exercir una funció selectiva (seleccionar als que poden accedir al poder i al control econòmic), i una funció reproductiva (fer que les classes es reprodueixin a si mateixes).

## Les dues xarxes escolars
A l'escola única, Baudelot i Establet, distingeixen dues xarxes escolars que divideixen l'educació primària en dos tipus d'educació:
La Primària Professional (PP) que conformen els sectors que van des de l'escola primària a l'educació vocacional. En aquesta xarxa inscriuen a la majoria dels fills dels treballadors i els porten als salaris a fi de reproduir al proletariat com a força laboral. Mentre que en la segona xarxa, la Secundària Superior (SS), que són les rutes de la secundària a la superior, es reserven per als nens de la burgesia que ocupen els llocs de comandament de l'economia capitalista.
Baudelot i Establet també insisteixen en les dues maneres de socialització escolar que s'oposen a aquestes dues xarxes. S'inculca la mateixa ideologia dominant, però en dues formes diferents.
Quan els primers han de sotmetre's a la cultura burgesa i desfer-se de la seva cultura proletària, els últims estan entrenats per a ser "intèrprets actius de la ideologia burgesa". Inspirat pel treball d'Althusser sobre "Aparells ideològics estatals" i fortament marcat per la "Revolució cultural" xinesa. D'aquesta manera, relativitzen l'autonomia del coneixement escolar en relació amb la ideologia burgesa, emfatitzant que l'escola ignora i neutralitza precisament en el seu contingut d'ensenyament la diferència entre el coneixement objectiu i la ideologia dominant. També ressalten el paper determinant de l'escola en la divisió de la societat en classes, basat en la divisió fonamental entre el treball manual i intel·lectual. Les seves anàlisis finalment denuncien "la repressió, l'esclavitud i la paròdia" de la ideologia i cultura "proletària" dels fills de treballadors operats pel sistema escolar burgès. Aquest punt de vista porta a Baudelot i Establet a valorar els experiments de contra-ensenyament proletari rebutjant la separació del treball productiu.